# Isle of Man
Die Isle of Man [ˌaɪləvˈmæn] (früher auch Isle of Mann; deutsch Insel Man, manx-gälisch Ellan Vannin [ˈɛlʲən ˈvanɪn] oder kurz Mannin [ˈmanɪn]) ist eine Insel in der Irischen See. Sie ist als autonomer Kronbesitz (englisch Crown dependency, Manx Croghaneyn-crooin) direkt der britischen Krone unterstellt, jedoch weder Teil des Vereinigten Königreichs noch Britisches Überseegebiet. Sie stellt ein gesondertes Rechtssubjekt dar und war nie Mitglied der Europäischen Union. Die Insel Man ist als Steueroase und Sitz von Offshoreunternehmen sowie für das Motorradrennen Isle of Man TT bekannt.

## Geographie

### Lage
Die Isle of Man ist eine der Britischen Inseln und liegt in der Irischen See zwischen Schottland (29 km entfernt), England (48 km), Nordirland (52 km), Wales (71 km) und der Republik Irland (85 km).

### Topographie

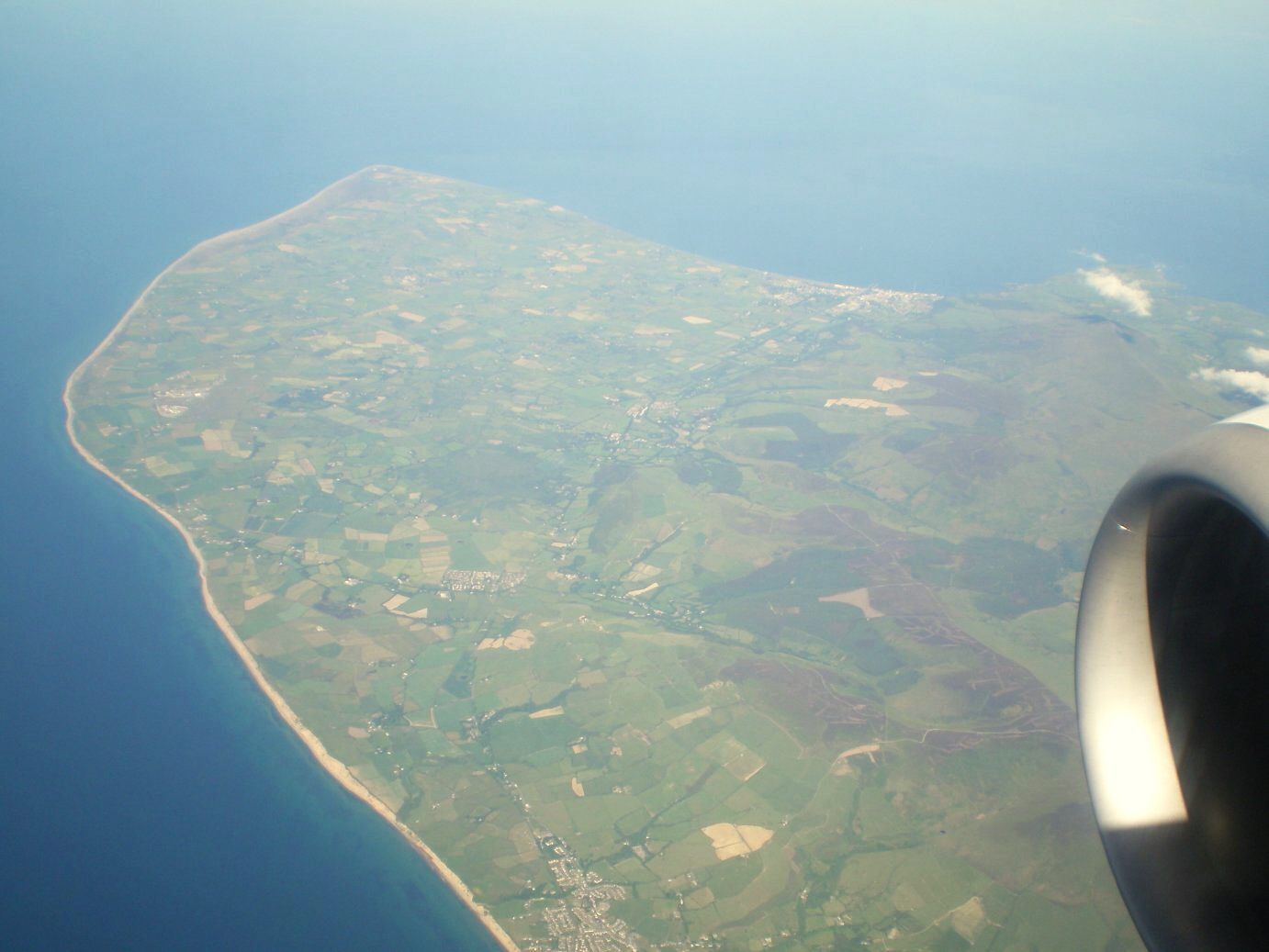
Der flache Nordteil der Isle of Man aus südwestlicher Sicht. Am unteren Bildrand ist in der Mitte Kirk Michael zu sehen. Ramsey ist als hellerer Fleck an der Ostküste erkennbar.

#### Übersicht
Die 572 km² große Insel ist größtenteils hügelig. Die höchste Erhebung ist der 621 m hohe Snaefell, der mit der Snaefell Mountain Railway erreicht wird.
Im äußersten Norden ist die Insel sehr flach, dieser Teil ist durch Ablagerung von Sedimenten entstanden.
Bei einer Länge von 52 km und einer Breite von 22 km hat die Insel eine Küstenlänge von 160 km.
Der längste Fluss Sulby misst 17 km.

#### Sulby Glen
Das Sulby Glen ist ein Tal im Norden der Insel. Der Name des Glen (oder des Tals) leitet sich davon ab, dass es in nordwärtiger Richtung vom River Sulby durchflossen wird. Das Tal misst in der Länge drei Kilometer und hat eine maximale Breite von 300 und eine minimale Breite von weniger als 50 Metern.

#### Nebeninsel Calf of Man
In einer Entfernung von weniger als 500 Metern der Südwestspitze vorgelagert und durch den Calf Sound (auf Manx: „Yn Challoo“) getrennt liegen die Nebeninsel Calf of Man sowie einige kleinere Inseln und Felsen, u. a. das südlichste zur Isle of Man gehörige Gebiet mit dem bekannten aktiven Leuchtturm – Chicken Rock Lighthouse.

### Klima
Durch ihre Lage hat die Insel ein feuchtes, gemäßigtes Klima mit milden Wintern und kühlen Sommern; sie ist schneeärmer als Helgoland.
|                       | Jan  | Feb  | Mär  | Apr  | Mai  | Jun  | Jul  | Aug  | Sep  | Okt  | Nov  | Dez  |   |       |
| Mittl. Tagesmax. (°C) | 7,7  | 7,4  | 8,7  | 10,7 | 13,7 | 16,1 | 17,7 | 17,7 | 16,0 | 13,4 | 10,5 | 8,7  | ⌀ | 12,4  |
| Mittl. Tagesmin. (°C) | 3,4  | 2,9  | 3,8  | 4,9  | 7,2  | 9,8  | 11,7 | 11,9 | 10,7 | 8,8  | 5,9  | 4,4  | ⌀ | 7,1   |
|                       |      |      |      |      |      |      |      |      |      |      |      |      |   |       |
| Niederschlag (mm)     | 86,0 | 60,0 | 65,6 | 55,7 | 50,3 | 54,8 | 56,3 | 67,7 | 80,3 | 96,5 | 97,5 | 93,8 | Σ | 864,5 |
|                       |      |      |      |      |      |      |      |      |      |      |      |      |   |       |
| Regentage (d)         | 18,2 | 15,0 | 15,8 | 14,2 | 13,8 | 13,5 | 13,1 | 14,0 | 15,3 | 17,6 | 19,1 | 18,9 | Σ | 188,5 |

| 3,4 |

| 2,9 |

| 3,8 |

| 4,9 |

| 7,2 |

| 9,8 |

| 11,7 |

| 11,9 |

| 10,7 |

| 8,8 |

| 5,9 |

| 4,4 |

| 3,4 |

| 2,9 |

| 3,8 |

| 4,9 |

| 7,2 |

| 9,8 |

| 11,7 |

| 11,9 |

| 10,7 |

| 8,8 |

| 5,9 |

| 4,4 |

## Geschichte

Die Insel Man zur Zeit der skandinavischen Herrschaft auf den äußeren britischen Inseln um 1200

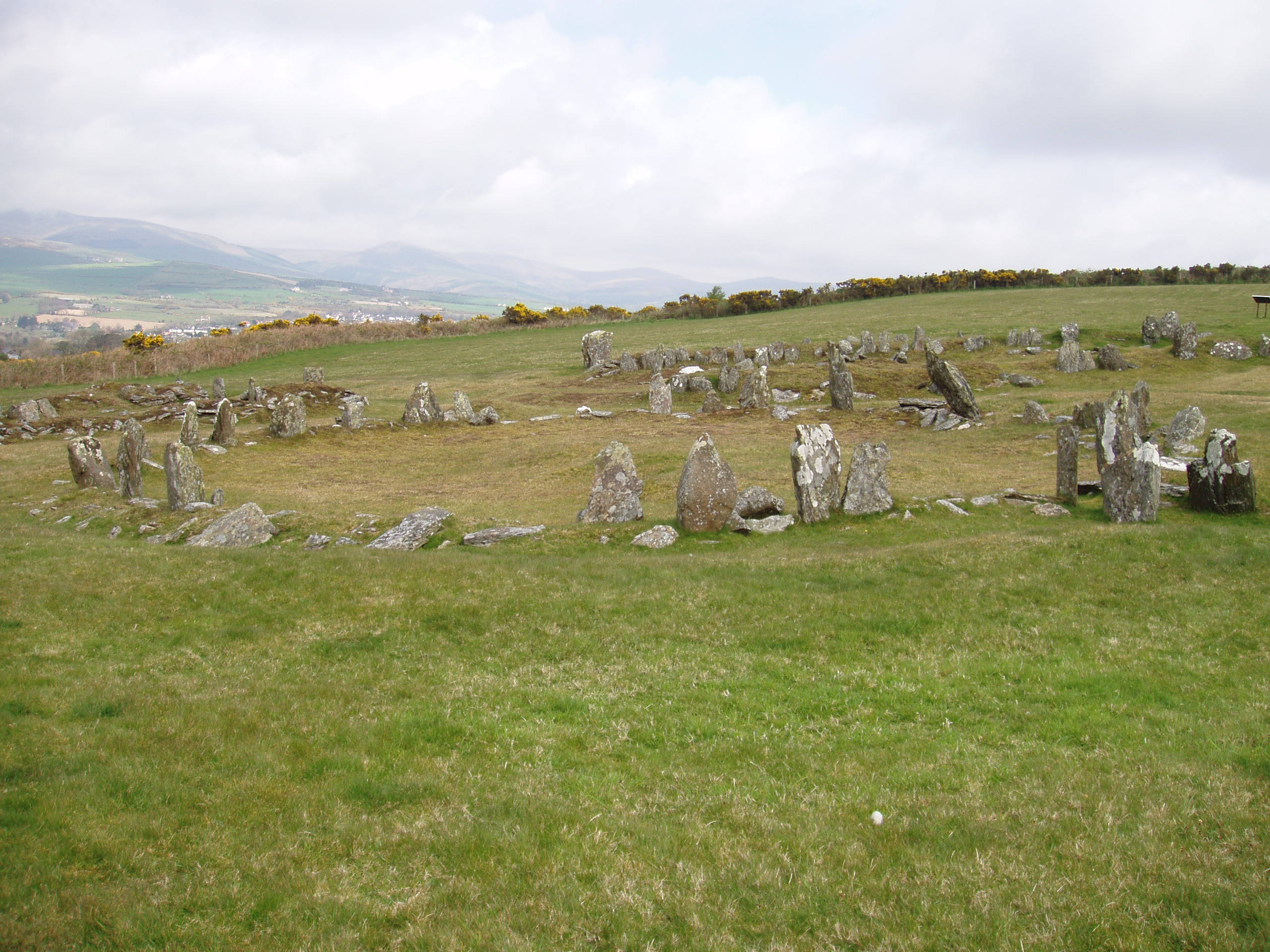
The Braaid im Zentrum der Insel Man, mit einem Rundhaus und zwei Langhäusern, um 950–650 v. Chr.

Nach einer alten irischen Legende wurde die Insel geschaffen, als der irische Riese Fionn mac Cumhaill (anglisiert: „Finn McCool“) einem schottischen Gegner ein Stück Land entgegenwarf und dabei ein Loch, den Lough Neagh, hinterließ. Er verfehlte jedoch sein Ziel, und der Brocken landete als Isle of Man in der Irischen See.
Die ersten Besiedler waren Jäger und Sammler, die im 6. Jahrtausend v. Chr. durch die reichen Vorkommen an Fisch und anderer Wasserfauna angezogen wurden. Mit der Ankunft der Ackerbauern brach auf der Insel die Jungsteinzeit an, die einige Megalithanlagen hinterließ (z. B. Ballafayle, Cashtal yn Ard, Cloven Stones, King Orry’s Grave, Mull Hill und The Braaid). Später entstanden der Corvalley Cairn und die Ogham- und Runensteine der Insel Man.
Ab dem 8. Jahrhundert war die Insel Man ein Außenposten der Wikinger und bis zum 13. Jahrhundert Teil des norwegischen Königreiches (Jarltums) der Hebriden (Königreich der Inseln). Die Grabstätte der Pagan Lady of Peel auf St. Patrick’s Isle zeugt ebenso von dieser Phase wie die Schiffsgräber von Balladoole und Ballateare und die Keeills.
Auf diese Zeit geht das bis heute bestehende politische System der Insel, der Tynwald, zurück. Ursprünglich bestand es aus dem König, zwei Beratern, den obersten Hofdienern, dem Rat selbst sowie den Keys, einer Versammlung örtlicher Eliten und Würdenträger. Der norwegische König Magnus VI. trat Man im Frieden von Perth im Jahre 1266 an Schottland ab, von dem es der englische König Eduard I. (1272–1307) erwarb. Eduard I. trat die unmittelbare Lehnsherrschaft gegen regelmäßige Zahlungen an die Krone ab. Die Herrschaft über Man übten von 1405 bis 1765 die Earls of Derby und die Earls of Atholl aus. Die Insel weist bis heute eine Vielzahl der typischen Cross Slabs und Steinkreuze aus dieser Zeit sowie fünf Promontory Forts auf.
Im Jahr 1765 eignete sich Georg III. aufgrund eines zunehmenden Schmuggels die Lordschaft wieder selbst an. Er wahrte die parlamentarische Autonomie der Insel, führte Steuer- und Zolleinnahmen dieses Territoriums jedoch dem britischen Finanzministerium zu.
Die Isle of Man war der erste Ort weltweit, an dem Frauen auf nationaler Ebene wählen konnten, allerdings nicht alle Frauen: 1881 beschloss die Isle of Man das allgemeine Stimmrecht für Frauen und Männer zum Unterhaus der Isle of Man, doch die nötige königliche Zustimmung wurde nur für das Stimmrecht für alleinstehende Frauen und für Witwen mit Grundeigentum gewährt. 1892 wurde das Stimmrecht zusätzlich auf Frauen, die Land gepachtet hatten, ausgedehnt, 1918 auch auf Frauen mit Schulabschluss (graduates) über 30. 1919 wurde das allgemeine aktive und passive Frauenwahlrecht eingeführt. Bis zu den Wahlen 2016 zum House of Keys und den Wahlen zum Legislative Council von 2018 hatte das Parlament insgesamt nur 12 weibliche Abgeordnete.
Während des Ersten Weltkriegs und auch während des Zweiten Weltkriegs waren auf der Insel Man „Feindstaatenausländer“ interniert; man hielt sie für Risiken für die militärische Sicherheit. 1939 wurden einige Ausländer interniert; im Mai 1940 (Beginn des Westfeldzuges) wesentlich mehr, darunter auch jüdische Emigranten aus Deutschland. Insgesamt gab es sechs Lager, wobei das Hutchinson Internment Camp durch viele Intellektuelle und Künstler das bekannteste war.
Die Bewohner bezeichnen sich und ihre Insel nach der keltischen Sprache als „Manx“.

## Bevölkerung

### Bevölkerungsentwicklung
| Jahr | Einwohnerzahl |
| ---- | ------------- |
| 1951 | 55.253        |
| 1961 | 48.133        |
| 1966 | 50.423        |
| 1971 | 54.581        |
| 1976 | 61.723        |
| 1981 | 66.101        |
| 1986 | 66.060        |
| 1991 | 71.267        |
| 1996 | 74.680        |
| 2001 | 78.266        |
| 2006 | 81.952        |
| 2011 | 85.952        |
| 2016 | 84.599        |
| 2021 | 84.640        |

Quelle: Isle of Man Government Volkszählungen

### Städte
Die größten Orte sind (in Klammern: manx-gälischer Name, Einwohnerzahl, Sheading):
- Douglas (Doolish, 26.667 Einwohner, Middle)[9]
- Onchan (Kione Droghad, 8.600 Einwohner, Middle)
- Ramsey (Rhumsaa, 6.900 Einwohner, Garff)
- Peel (Purt ny hInshey, 3.800 Einwohner, Glenfaba)
- Port Erin (Purt Çhiarn, 3.200 Einwohner, Rushen)
- Castletown (Balley Chashtal, 3.000 Einwohner, Rushen)
- Port St. Mary (Purt-le-Moirrey, 1.900 Einwohner, Rushen)
- Laxey (Laksaa, 1.725 Einwohner, Garff)

### Religion
Die Bevölkerung ist überwiegend anglikanisch. Zahlreiche Bewohner bekennen sich zum römisch-katholischen Glauben oder sind Methodisten, Baptisten, Presbyterianer und Jehovas Zeugen.

### Sprache
Auf der Insel Man wird heute Englisch gesprochen. Die ursprüngliche Sprache der Insel ist das Manx (Eigenbezeichnung ‚Gaelg Vanninagh‘, deutsch „Manx-Gälisch“), eine keltische Sprache. Der seinerzeit letzte Manx-Sprecher Ned Maddrell verstarb 1974. Es gibt erfolgreiche Versuche der Wiederbelebung – so sprachen 1991 rund 0,8 % der Bevölkerung wieder Manx, und es gibt wieder 28 Muttersprachler; der älteste von ihnen ist 1991 geboren. In manchen Schulen wird Manx unterrichtet. 2001 gaben 2,2 % der Bevölkerung an, über Manx-Sprachkenntnisse zu verfügen.

### Demographie
Die durchschnittliche Lebenserwartung auf der Insel Man beträgt 81,4 Jahre, die Kindersterblichkeit 0,4 %. Das Bevölkerungswachstum beträgt 0,65 %.

## Politik

### Völkerrechtlicher Status

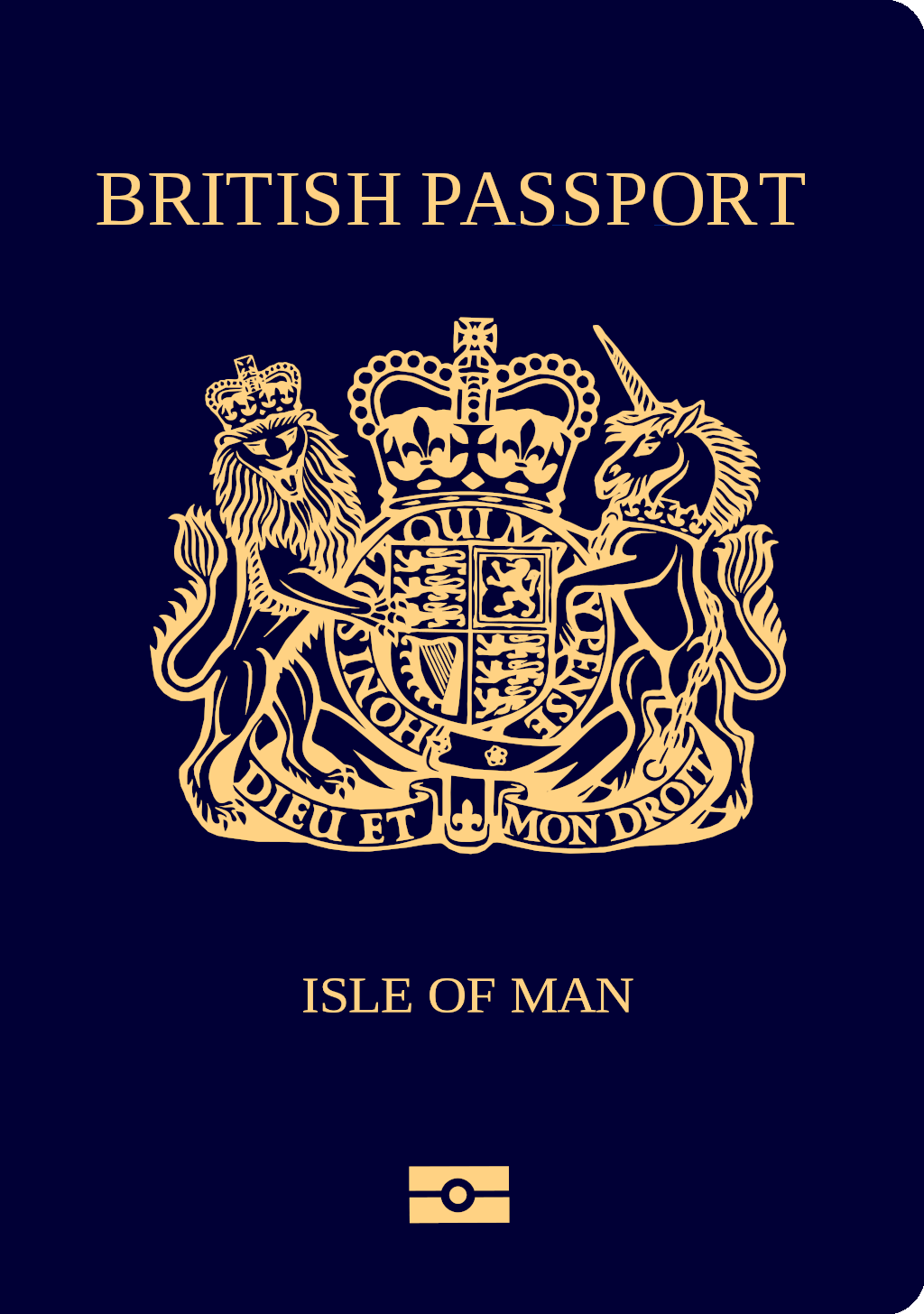
Reisepass

Die Insel Man ist weder Teil des Vereinigten Königreichs noch eine Kronkolonie, sondern als Kronbesitz (englisch crown dependency) unmittelbar der britischen Krone unterstellt. Als solcher war sie auch kein Mitglied der Europäischen Union. Dennoch galt ein Teil des EU-Rechts auf der Insel sowie das Zollrecht der Europäischen Zollunion während der Mitgliedschaft des Vereinigten Königreichs.
Die ansonsten autonome Insel Man ist dem Vereinigten Königreich in einem Suzeränitätsverhältnis unterstellt, bei dem Letzteres die weltweite außen- und sicherheitspolitische Vertretung für den Inselstaat übernimmt.
Auch untersteht das Gemeinwesen bei Innerer Autonomie dem British Law, das heißt, Gesetze, die für alle Teile des Vereinigten Königreichs gelten, gelten auch auf Man.

### Staatsoberhaupt
Das Staatsoberhaupt trägt – auch wenn es weiblich ist – den Titel Lord of Mann in traditioneller Schreibung mit Doppel-N. Dieses Amt wird seit 1765 vom britischen Monarchen, derzeit Charles III., ausgeübt. Im Tagesgeschäft der Insel wird er von einem Vizegouverneur (Lieutenant Governor) vertreten. Dieser erteilt innenpolitischen Gesetzesbeschlüssen den Royal Assent, die königliche Legitimation.
Eine potenzielle Vetofunktion übt der britische Monarch persönlich oder durch den Privy Council auf dem britischen Festland aus. Im Privy Council sind der Secretary of State for Justice Affairs und der Lord Chancellor als Privy Councillors für alle Angelegenheiten, die Man betreffen, vertreten.

### Parlament
Das im Jahr 979 gegründete Parlament der Insel, der Tynwald (manx-gälisch Tinvaal), auch als Tynwald Court bekannt, ist das älteste durchgängig bestehende Parlament der Welt, da das seit 900 tagende färöische Løgting und das seit 930 tagende isländische Althing nicht durchgängig bestanden haben. Der Tynwald besteht aus zwei Kammern.
Das direkt gewählte House of Keys besteht aus 24 Abgeordneten. Zum Jahr 2006 wurde das aktive Wahlrecht auf alle Inselbewohner ab 16 Jahren ausgeweitet. Die zweite Kammer ist das vom House of Keys gewählte oder ex officio besetzte Oberhaus, der Legislative Council. Dem Ministerrat (aus neun Abgeordneten des House of Keys) steht der Chief Minister vor.

### Verwaltungseinteilung
Es gibt 21 lokale Verwaltungen auf der Isle of Man, bestehend aus 4 Stadtverwaltungen, 2 Bezirksverwaltungen, 2 Dorfverwaltungen und 13 Parishes.
Stadtverwaltungen: Castletown, Douglas, Peel und Ramsey
Bezirksverwaltungen: Onchan und Michael
Dorfverwaltungen: Port Erin und Port St. Mary
Parishes: Andreas, Arbory, Ballaugh, Braddan, Bride, Garff, German, Jurby, Lezayre, Lonan, Malew, Maughold, Marown, Patrick, Rushen und Santon

#### Sheadings (historische Bezirke)
Die Insel war historisch in sechs Sheadings (manx sheadinyn) unterteilt:
- Ayre (Inver Ayre) im Norden
- Garff (Garff) im Nordosten
- Michael (Maayl) im Nordwesten
- Glenfaba (Glion Faba) im Südwesten
- Middle (Medall) im Südosten
- Rushen (Rosien) im Süden

Sie finden heute noch Verwendung zur Erstellung von Wahlkreisen für das Parlament.

### Nationalfeiertag
Der Nationalfeiertag, der Tynwald Day, wird jährlich am 5. Juli begangen. Zu dieser Gelegenheit tritt der Tynwald unter freiem Himmel in feierlicher Zeremonie auf dem Tynwald Hill bei St. John’s zusammen. Diesem Ritual saß Elisabeth II. im Jahr 2003 persönlich vor.

## Infrastruktur

### Straßenverkehr
Die Länge des Straßennetzes der Insel Man beträgt ungefähr 800 km. Auf vielen Straßen gelten keine Geschwindigkeitsbegrenzungen. Diesen Umstand machen sich die Produzenten der BBC-Unterhaltungssendung Top Gear zunutze, indem sie die Insel regelmäßig als Drehort aufsuchen.

### Bahnverkehr

Schienennetz auf Man (2017)

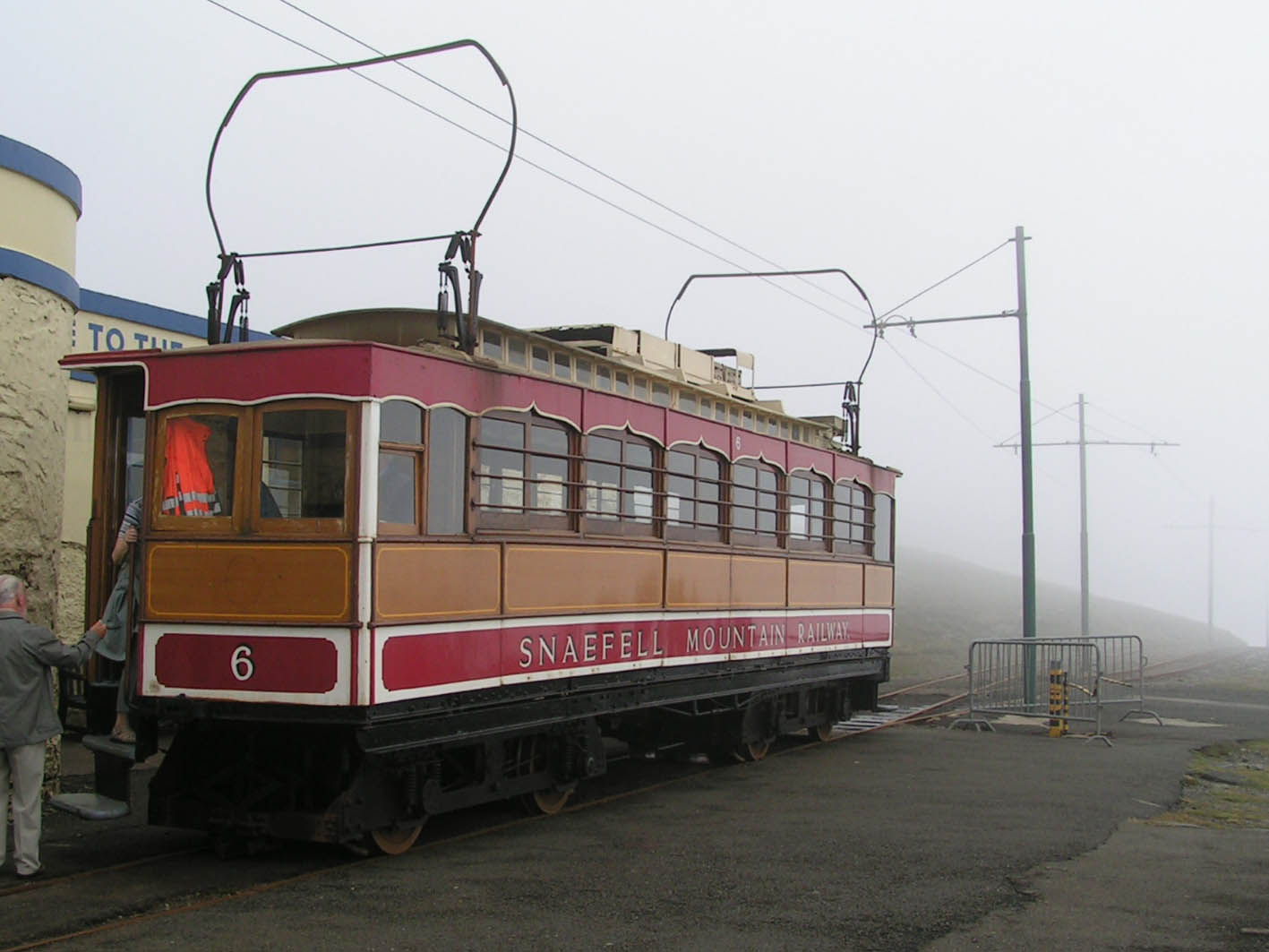
Triebwagen der Snaefell Mountain Railway an der Bergstation

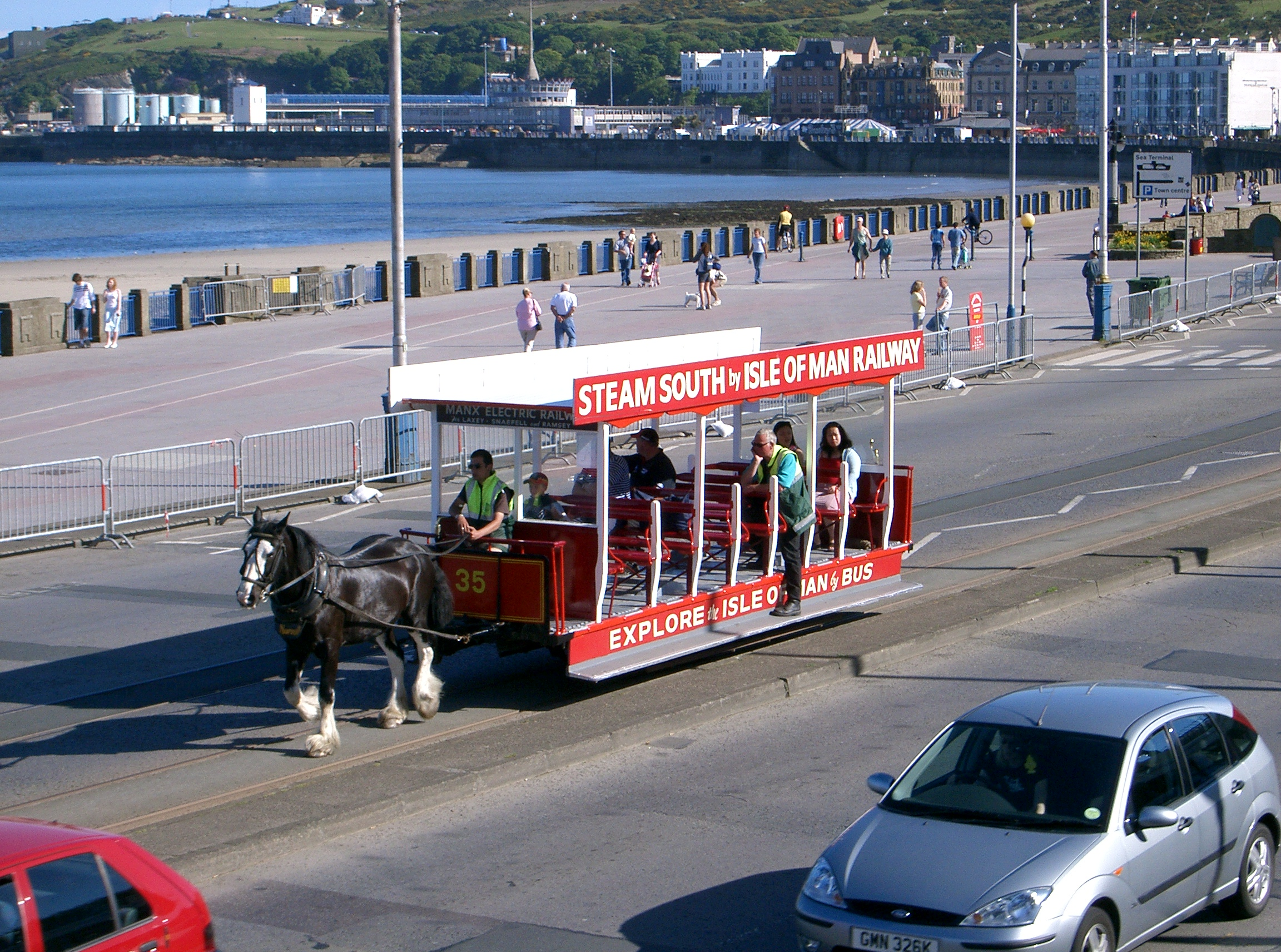
Pferdebahn auf der Uferpromenade in Douglas

Auf der Insel besteht heute ein touristisch geprägtes Eisenbahnnetz mit meist historischer Technik von 68,5 km Länge; davon sind 43,5 km elektrifiziert. Dieses Netz gliedert sich in fünf verschiedene Systeme:
- Isle of Man Railway
- Manx Electric Railway
- Snaefell Mountain Railway
- Douglas Bay Horse Tramway
- Groudle Glen Railway

Die drei ersten Linien werden von der Isle of Man Transport betrieben. Einige der Straßenbahnen sind in ihrer Grundkonstruktion schon über 100 Jahre alt, allerdings wurden Motoren und Technik der Snaefell Mountain Railway in den 1970er Jahren aus Fahrzeugen der 1974 stillgelegten Straßenbahn Aachen übernommen.

### Flughafen Isle of Man
In Ronaldsway bei Castletown befindet sich der internationale Flughafen des Landes. Im Sommer 1944 war es noch ein Gras-Landeplatz mit wenigen Hangars, ein Jahr später ein 4-Landebahnen-Flughafen im Besitz der britischen Admiralität. Er wurde in HMS Urley (Adler) umbenannt und allerdings nur bis 1945 betrieben. Dann wurde er an die Regierung der Isle of Man verkauft und ab 1998 noch weiter ausgebaut. Im Jahr landen etwa 700.000 Passagiere.
Das Manx Military and Aviation Museum neben dem Flughafen informiert über die Geschichte der Luftfahrt auf der Insel.

### Schiffsverkehr
Fähr- und Schnellschiffverbindungen nach Belfast, Dublin, Heysham und Liverpool werden von der Isle of Man Steam Packet Company betrieben.
Die festen und schwimmenden Schifffahrtszeichen der Insel betreibt das Northern Lighthouse Board.

### Stromversorgung
Zwischen Großbritannien und der Insel Man liegt seit 1999 das, mit einer Länge von 105 km, längste Drehstromseekabel der Welt zur Verbesserung der Stromversorgung der Insel.

### Medien
Die Insel besitzt keinen eigenen Fernsehsender, BBC und ITV sind verfügbar. Die Berichterstattung über Ereignisse auf der Insel sendet die BBC innerhalb ihres regionalen TV-Nachrichten-Fensters „BBC North-West today“. Für den Hörfunk unterhält die BBC in Douglas ein Broadcasting-House. Außerdem gibt es drei private Radiostationen: Manx Radio (sendet auf Mittelwelle 1368 kHz), Energy FM und 3FM.

## Wirtschaft
Durch das warme Wasser des Golfstroms gibt es eine sehr artenreiche Unterwasserfauna und -flora vor den Küsten der Insel, was den Südwesten der Insel Man zu einem der besten Tauchgebiete Europas macht und viele Tauchtouristen anzieht.
Die Insel hat ihre eigene Währung, das Isle-of-Man-Pfund, das 1:1 an das Pfund Sterling gekoppelt ist, und eigene Briefmarken.
Die Einkommensteuer für natürliche Personen hat Sätze zwischen 10 und 20 Prozent, die Körperschaftsteuer für Gesellschaften aller Art beträgt 0 Prozent.

### Isle of Man als Steueroase
Die wichtigsten Wirtschaftszweige sind heutzutage sog. Offshore Residencies, also nominelle Firmensitze von Briefkastenfirmen als Tochterunternehmen europäischer und internationaler Konzerne ohne realen Geschäftsbetrieb, weiter auch Offshore Banking für europäische und internationale Konzerne und Kapitalanleger. Auch die verarbeitende Industrie und der Tourismus spielen eine Rolle. Land- und Fischereiwirtschaft waren früher die wichtigsten Arbeitgeber.
Aufgrund ihrer isolierten Lage und ihrer fehlenden politischen Zugehörigkeit zum Vereinigten Königreich wird die Insel Man im Volksmund auch als Versteck der britischen Millionäre bezeichnet. So hatte hier der britische Schauspieler Norman Wisdom seinen Altersruhesitz. Als Steueroase für Deutsche bietet sich die Insel seit 2009 nicht mehr an, da sich Deutschland mit der Isle of Man auf mehr Transparenz verständigt hat.
Im Jahr 2017 prüften EU-Steuerfachleute, ob die Isle of Man, zusammen mit Jersey und Guernsey, auf die EU-Liste der nicht kooperativen Steuergebiete, welche gemeinhin als Schwarze Liste der EU für Steueroasen bekannt sind, gesetzt werden sollte. Falls ja, muss die Insel nicht nur mit einem Ansehensschaden, sondern auch mit wirtschaftlichen Sanktionen der EU rechnen. Bisher hat das Vereinigte Königreich so etwas stets abgewehrt, weil in diesem EU-Bereich das Prinzip der Einstimmigkeit gilt. Diese Verhältnisse können sich allerdings ändern, da Großbritannien durch den Brexit seine Stimme in der EU verloren hat.
Trotz des politischen Drucks, Steuerschlupflöcher zu schließen, wird die Insel auch weiterhin als steuerlicher Umweg genutzt, um beispielsweise Mehrwertsteuer bei EU-Importen zu umgehen. Laut einem Bericht der Süddeutschen Zeitung – basierend auf den sog. Paradise Papers – wurden seit 2011 231 Privatjets über die Isle of Man in die Europäische Union importiert und über die Nutzung von Briefkastenfirmen von der Mehrwertsteuer befreit. Damit sollen, laut der Zeitung, den Mitgliedsstaaten der Europäischen Union schätzungsweise 900 Millionen Euro Steuern entgangen sein. Die Süddeutsche Zeitung illustriert einen solchen Fall am Kauf und des Imports eines Privatjets des Typs Bombardier Challenger 605 von Lewis Hamilton. Hamilton soll mithilfe der Kanzlei Appleby die Zahlung von mindestens 5,41 Millionen Euro Mehrwertsteuer umgangen haben.

## Sport
Special Olympics Isle of Man wurde 1985 gegründet und nahm mehrmals an Special Olympics Weltspielen teil.

## Besonderheiten und Sehenswürdigkeiten

Streckenführung des Snaefell Mountain Course

- The Grove House and Gardens, Ramsey
- Ballafayle Cairn
- Ballaharra Stones, Menhire
- Ballingan, Cairn
- Cashtal yn Ard Menhire, Cairn
- Cleigh yn Arragh, ein Hillfort
- Cronk Karran, Steinkreis
- Cronk ny Merriu, Promontory Fort
- Giant’s Grave, bronzezeitliche Grabkiste
- King Orry’s Grave und die Cloven Stones
- Knockaloe Internment Camp und Besucherzentrum
- Mounds of Bride, Gräberareal
- Mull Hill, auch Meayll Circle
- Old Kirk Braddan, Cross-Slabs
- Spiral Stone Felsritzung
- St. Patrick’s Chair 3 Menhire, Cairn
- Peel Castle, auf St. Patrick’s Isle, dessen Sandsteinmauern die St. German’s Cathedral aus dem 13. Jahrhundert, den Round Tower und ein altes Kloster umgeben
- Castle Rushen, auf dem die Könige und Lords von Man im Mittelalter residierten
- The Braaid, Steinkreis
- Tynwald Hill, auf dem am Tynwald Day Gesetze verkündet werden und direkte Eingaben an das Parlament gemacht werden können
- Great Laxey Wheel, Europas größtes Wasserrad, das die Wasserhaltung eines Bergwerks antrieb
- Die dampfbetriebene Isle of Man Steam Railway, eine Schmalspurbahn, die von Douglas nach Port Erin fährt
- Die historische Manx Electric Railway, eine Straßenbahn, von Douglas nach Ramsey
- Die Douglas Bay Horse Tramway, eine Pferdestraßenbahn auf der Strandpromenade von Douglas
- Die historische Snaefell Mountain Railway auf den Snaefell
- Die Manx Cat, eine Katzenrasse ohne Schwanz
- Das Vogelschutzgebiet Calf of Man
- Manx Ice, eine spezielle Eissorte
- Die Isle of Man TT, ein seit 1907 ausgetragenes Motorradrennen, das seit 1911 auf dem 60,7 km langen Snaefell Mountain Course auf abgesperrten öffentlichen Straßen stattfindet.
- Der Manx Grand Prix, ein seit 1923 ausgetragenes Motorradrennen.
- Die Leuchttürme Point of Ayre und The Winkie

## Söhne und Töchter der Insel
- Daniel McDonald Lowey (1878–1951), britischer Tauzieher
- Frank Kermode (1919–2010), Literaturwissenschaftler
- Chris Killip (1946–2020), Fotograf
- Die Brüder Robin, Maurice und Barry Gibb (Bee Gees) wurden in Douglas geboren und verbrachten dort bis in die 1950er Jahre ihre Kindheit
- Dave Molyneux (* 1963), Seitenwagenfahrer
- Tony Wilson (* 1964), Snookerspieler
- David Higgins (* 1972), Rallyefahrer
- Leo Mansell (* 1985), Automobilrennfahrer
- Mark Cavendish (* 1985), Radrennfahrer
- Conor Cummins (* 1986), Motorradrennfahrer
- Greg Mansell (* 1987), Automobilrennfahrer
- Peter Kennaugh (* 1989), Radrennfahrer
- Mark Christian (* 1990), Radrennfahrer
- Samantha Barks (* 1990), Sängerin und Schauspielerin
- Kieran Tierney (* 1997), Fußballspieler
- Joe Locke (* 2003), Schauspieler